# Jane Lapotaire
Jane Lapotaire (* 26. Dezember 1944 in Ipswich, Suffolk) ist eine britische Film- und Theaterschauspielerin, Shakespeare-Darstellerin und Autorin.

## Leben und Karriere
Jane Lapotaire entstammt einer kurzen Beziehung ihrer Mutter Louise mit einem US-amerikanischen Soldaten. Da ihre Mutter sich mit dem Kind überfordert fühlte, wuchs Jane ab dem dritten Lebensmonat bei ihrer Großmutter auf. Als ihre Mutter 1957 heiratete, wurde sie von ihrem Stiefvater, dem Franzosen Yves Lapotaire, adoptiert, verblieb jedoch bei ihrer Großmutter.
Ihre Ausbildung erhielt Lapotaire an der Schauspielschule des Bristol Old Vic Theatres, an dem sie auch in dem Stück When We Were Married debütierte und zu dessen Ensemble sie von 1965 bis 1967 gehörte. Nach einer ersten Filmrolle in Isadora (1968) wechselte sie erst für drei Jahre zum neu gegründeten London National Theatre, wo sie unter der Intendanz von Laurence Olivier hauptsächlich in Nebenrollen agierte, und 1970 zur von ihr mitgegründeten Young Vic Theatre Company, wo sie u. a. als Katharina in Der Widerspenstigen Zähmung und der Jocasta in Oedipus nun in der Regel für Hauptrollen besetzt wurde.
Zehn Jahre lang spielte Lapotaire danach vornehmlich in Shakespeare-Komödien, unter anderem auch bei der Royal Shakespeare Company. Zwischendurch trat sie immer wieder in Kino- und TV-Filmen auf, unter anderem 1971 in Antonius und Cleopatra und 1977 als Marie Curie in der gleichnamigen Fernsehserie. 1980 verkörperte Jane Lapotaire in dem Stück Piaf von Pam Gems die berühmte französische Sängerin Édith Piaf so überzeugend, dass sie für diese Rolle in der Broadway-Inszenierung ein Jahr später den Tony Award als beste Hauptdarstellerin erhielt. 
Bis heute wechseln sich seitdem Auftritte in Filmen und Engagements an Bühnen in Großbritannien und den Vereinigten Staaten ab.
Daneben betätigte Lapotaire sich als Schauspiellehrerin an der British American Drama Academy (BADA), The Actors Centre in London und an der Washington-Universität in St. Louis.
Ende der Neunziger verfasste sie Shakespeare As I Knew Her (Shakespeare, wie ich sie kannte), ein autobiografisches Theaterstück rund um ihre Karriere als Shakespeare-Darstellerin.
Im Januar 2000 erlitt Lapotaire eine Hirnblutung, während sie in Paris eine Shakespeare-Meisterklasse unterrichtete. Sie erholte sich jedoch mühsam und konnte ihre Karriere fortsetzen.
Lapotaire ist unter anderem Ehrenmitglied der Royal Shakespeare Company. 
Von 1965 bis 1967 war sie mit Oliver Wood verheiratet und von 1971 bis 1980 mit dem Regisseur und Produzenten Roland Joffé, der auch Vater ihres Sohnes Rowan (* 1972) ist.

## Ehrungen
- 1977 Bafta für Marie Curie
- 1980 Society of West End Theatres Award als Beste Darstellerin in Piaf
- 1981 Tony Award als Beste Darstellerin in Piaf
- Broadcasting Guild Award für Blind Justice
- 1999 Helen Hayes Award als Beste Darstellerin in The Famous History of the Life of Henry VIII

## Filmografie (Auswahl)
- 1969: Crescendo – Die Handschrift des Satans (Crescendo)
- 1971: Jason King (Fernsehserie, 1 Folge)
- 1972: Antonius und Cleopatra (Antonius and Cleopatra)
- 1972: Callan (Fernsehserie, 1 Folge)
- 1973: Van der Valk (Fernsehserie, 1 Folge)
- 1973: Experiments (The Asphyx)
- 1977: Marie Curie (Mini-Fernsehserie)
- 1983: Macbeth (Fernsehfilm)
- 1984: Piaf (Fernsehfilm)
- 1986: Lady Jane – Königin für neun Tage (Lady Jane)
- 1996: Mein Mann Picasso (Surviving Picasso)
- 1996, 2009: Casualty (Fernsehserie, 3 Folgen)
- 1997: Shooting Fish
- 2000: Nur Mut, Jimmy Grimble (There's Only One Jimmy Grimble)
- 2005: Inspector Lynley (The Inspector Lynley Mysteries, Fernsehserie, 1 Folge)
- 2016: Der junge Messias (The Young Messiah)
- 2019: The Crown (Fernsehserie, 2 Folgen)
- 2020: Rebecca

## Schriften
- Grace And Favour. London: Pan, 1990. ISBN 0330311727
- Out Of Order. A a haphazard journey through one woran’s year. London: Kyle Cathie, 1999. ISBN 1856263169
- Time Out Of Mind. London: Virago, 2003. ISBN 1860499775